# Schnürboden (Schiffbau)
Als Schnürboden wurde in einer Schiffswerft ein großer Raum bzw. eine Halle mit glattem Fußboden bezeichnet, auf dem der Konstruktionsriss eines Schiffes in natürlicher Größe aufgezeichnet wurde.

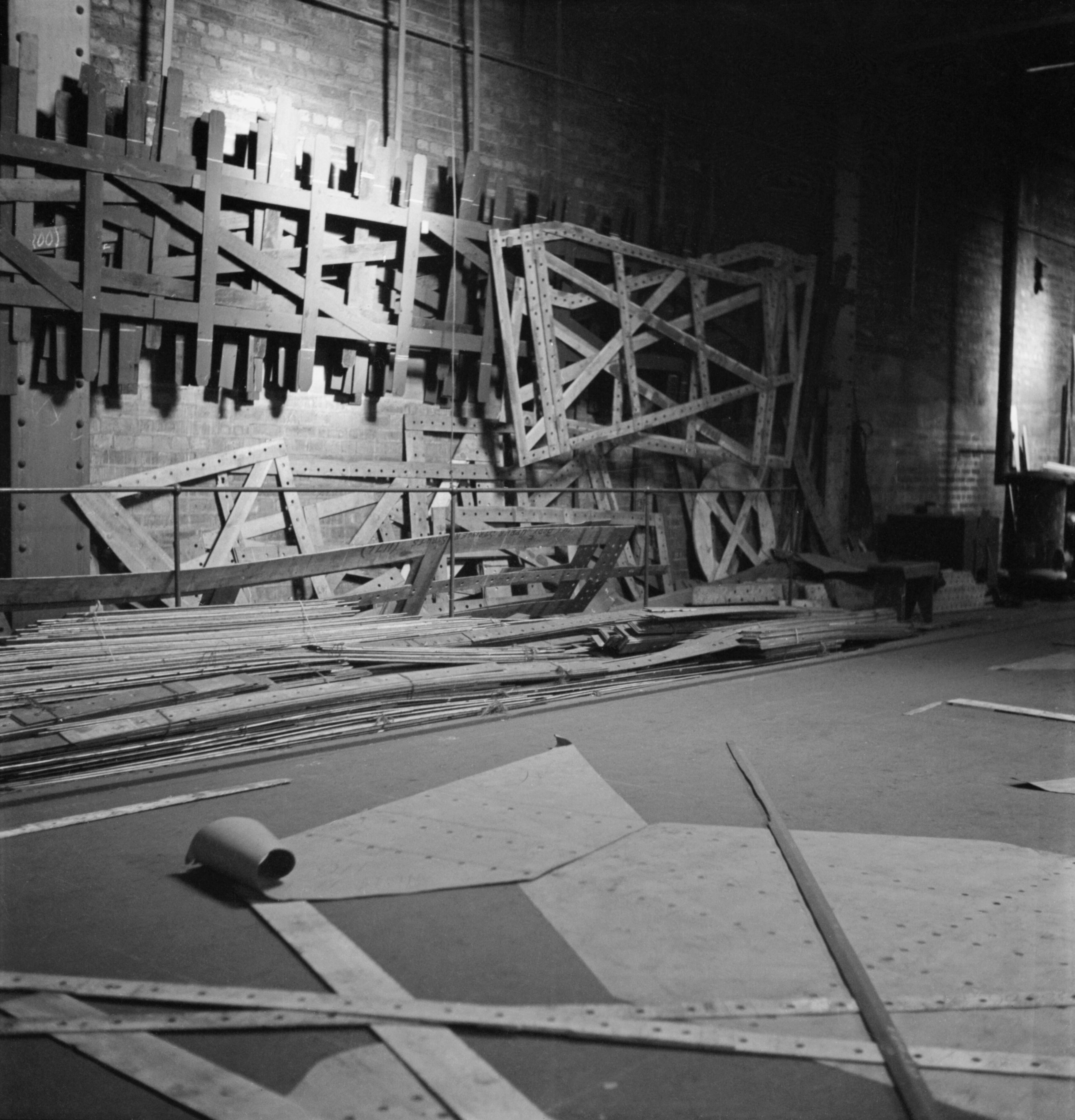
Eine Sammlung von Mustern auf dem Schnürboden einer englischen Werft im Zweiten Weltkrieg.

## Geschichte
In der Frühzeit des Schiffbaus wurden die Boote und Schiffe ohne Zeichnung und festgeschriebene Pläne nur mit dem Wissen und Können der Schiffbauer erstellt. Mit der Einführung von Eisen und Stahl in den Schiffbau war eine Spezialisierung und Arbeitsteilung der Werftmitarbeiter notwendig, um die einzelnen Teile eines Schiffes vorzuplanen und vorzufertigen. Dazu entstanden große wettergeschützte Räume bzw. Hallen, die als Schnürboden bezeichnet wurden. Mit dem Entstehen von Schiffbauhallen konnte der Dachboden dieser Halle genutzt werden, um aus den Angaben der Zeichnungen die Rundungen der Spanten, Schotten und anderer Teile in originaler Größe aufzuzeichnen. Man nennt diesen Fußboden auch Mallboden. Der Fußboden des Schnürbodens war sorgfältig gedielt und gestrichen. Durch Oberlichter wurde eine gute Ausleuchtung des Schnürbodens erreicht. Nachdem alle wichtigen Konturen des Schiffes in natürlicher Größe aufgezeichnet oder „aufgeschnürt“ waren, wurden die Umrisse auf hölzerne Schablonen (Malle) übertragen. Ihre Form wurde auf die stählernen Bauteile aufgezeichnet und konnten dann passgenau angefertigt werden. Seit den 1950er Jahren wurde der Schnürboden durch optische Vergrößerung von sehr genauen Zeichnungen und seit Mitte der 1960er durch direkte elektronische Steuerung der Brennschneidemaschinen weitgehend ersetzt. Schiffskonstruktionen werden heute mit spezieller schiffbaulicher CAD-Software entwickelt.